# NGC 5859
NGC 5859 este o liner situată în constelația Boarul. A fost descoperită în 1788 de către William Herschel.